# Alpaida nigrofrenata
Alpaida nigrofrenata là một loài nhện trong họ Araneidae.
Loài này thuộc chi Alpaida. Alpaida nigrofrenata được Eugène Simon miêu tả năm 1895.